# Enso González
Enso David González Medina (* 20. Januar 2005 in Asunción) ist ein paraguayischer Fußballspieler.

## Karriere

### Verein
Von der U19 von Club Libertad kommend, ging er im Juli 2022 in den Kader der ersten Mannschaft über und gab in der Liga im September 2022 sein Debüt. Mit dem Team gewann er jeweils die Apertura und die Clausura 2023. Im August 2023 wechselte er für 6 Mio. € nach England zu den Wolverhampton Wanderers. Dort kam er bislang für die U21 in der Premier League 2 zum Einsatz.

### Nationalmannschaft
Im Dezember 2023 wurde er erstmals für die paraguayische U23 für die Vorbereitung zum Qualifikationsturnier für Olympia nominiert. Dort kam er drei Mal zum Einsatz. Bei dem Turnier selbst stand er in sechs Partien auf dem Platz und erzielte ein Tor. Am Ende landete er mit seinem Team auf dem zweiten Platz der Endgruppe und qualifizierte sich so für die Spiele in Paris.